# Storia e gloria della dinastia dei paperi
Storia e gloria della dinastia dei paperi è un arco narrativo a fumetti a puntate pubblicato su Topolino dal n. 749 al n. 756 del 1970; venne scritto da Guido Martina e disegnato da Romano Scarpa e Giovan Battista Carpi; narra le vicende della famiglia dei paperi, partendo dall'antico Egitto per concludersi con l'epoca della corsa all'oro nel Klondike. Ad ogni numero di Topolino era allegata una delle monete che fanno da tramite tra le storie; a tutt'oggi quelle monete sono ricercate dai collezionisti.
L'opera non è coerente con la cronologia della vita di Paperone e della sua famiglia ideata da Carl Barks, che aveva anche redatto a suo uso privato un albero genealogico. Al contrario di quanto avviene nella successiva Saga di Paperon de' Paperoni di Don Rosa, non venne concepita come una rigorosa ricostruzione del passato della famiglia dei paperi, e per questo motivo sono presenti numerose incongruenze sia all'interno dell'opera stessa sia nei riguardi di altre storie Disney.

## Trama
Strutturata in 8 episodi, la serie narra la storia della famiglia dei paperi, senza però fare una distinzione tra le tre famiglie dei de Paperoni, dei Coot e dei Duck, intrecciando le loro vicende nel corso delle epoche storiche.
Episodio 1 (Zio Paperone e il rimbombo lunare): Paperone e Archimede Pitagorico, a bordo di un razzo viaggiano nello spazio verso la Luna perché Paperone ha sepolto, in una caverna sotterranea lunare, un prezioso scrigno ripieno di antiche monete d'oro con un gran valore anche affettivo ed è intenzionato a riprenderselo per evitare che gli studi scientifici che si stanno effettuando sulla Luna portino alla scoperta di questo prezioso cofano; le monete sono dotate di un potere magico per il quale, una volta sfregate fra i polpastrelli della mano, mostrano la storia del personaggio che vi è raffigurato, o in che modo esso ha avuto a che fare con gli antenati dei paperi. Gli scienziati terrestri però, che sono giunti alla scoperta della cavità lunare e stanno monitorando il suolo. Quando poi Archimede e Paperone tornano sulla Terra, la polizia li cattura per metterli in quarantena. A quel punto Paperone decide di portarsi il cofano con le monete d'oro, ma Paperino, pensando che ad avvicinarsi fossero stati i Bassotti, lo ha già gettato in mare.
Episodio 2 (Paperina e i papiri del Pah-Peh-Rheo): Si salvano sette monete raffiguranti ognuna un antenato della famiglia. La prima moneta porta i paperi sulle tracce una loro antica antenata che è stata faraone nell'Antico Egitto, Cleopat-Perina, bisnonna della famosa Cleopatra e le cui tracce si limitano ad alcuni enigmatici papiri lasciati da suo zio Pah-Peh-Rheo, gran tesoriere del regno. Saputo questo dal direttore del museo di Paperopoli, i quattro paperi tornano a casa e, memori dell'insegnamento di Paperone sul potere magico delle monete, effettuano il rituale che fa scaturire una nebbia dalla moneta che riporta i paperi indietro nel tempo fino all'epoca del Pah-Peh-Rheo il quale cerca di mettere in salvo le sue ricchezze e la sua persona dalle avide mani dei Beduini del basso Nilo, antenati dei Bassotti, i quali, dopo essere stati ingannati una prima volta, cercano di mettere le mani sul tesoro reale, ma ancora una volta il tesoriere egizio riesce ad imbrogliarli, ma al caro prezzo di dover fuggire in un paese straniero.
Episodio 3 (Petronius Paperonius e i sesterzi di Pippus Augustus): i Beduini del Basso Nilo sono giunti a Roma per incontrare Gamba il gladiatore e chiedergli aiuto nella ricerca di Pah-Peh-Rheo e del suo tesoro. Gamba porta i Beduini alla locanda di Petronius, che così riconoscono nel padrone i tratti somatici della loro preda. Nella notte, allora, Gamba si rivolge a Rockius Duckius, centurione della legione romana, col quale si mette in combutta per soffiare il malloppo a Petronius e ai Beduini. L'intervento di Rockius consente la scoperta del tesoro ma anche l'arresto di Petronius e del nipote Paperinius. Solo la fuga dei tre nipotini dà loro la possibilità di ritornare in libertà: i tre, infatti, scoprono i loschi traffici di Rockius e li rivelano all'imperatore Pippus Augustus, che così fa imprigionare il centurione e libera i due paperi egizi. In cambio, però, l'imperatore confisca il tesoro di Petronius e lo utilizza per pagare i soldati che partiranno per la Caledonia e Petronius, allora, decide di partire anch'egli, con la famiglia, per quella lontana terra e riguadagnare, così, le sue monete.
Episodio 4 (Paperon McPaperon e le sterline di Trisnonna Papera): Ad Edimburgo, nel 1392, secondo Paul McPaperin è stato l'esule egizio a introdurre il kilt per poter risparmiare sulla stoffa. Erede di Petronius è Paperon McPaperon, che si trova a Loch Ness nel tentativo di ritrovare il tesoro di Petronius. Lo stesso obiettivo che hanno il Ducka McRocker e i suoi Bravacci della Brughiera. Nal frattempo Paperon sembra aver trovato un sistema per determinare il luogo in cui è nascosto il tesoro: «Ogni cent'anni, in una notte del mese di aprile, Paperonius Petronius torna nel suo castello per fare il bagno...» e poiché nessun Paperone ha mai fatto il bagno in niente di diverso dall'oro, allora il fantasma di Petronius comparirà nella stanza del tesoro. Tra l'altro la leggenda di Nessie si scopre avere avuto origine a causa di un mostro marino a vapore realizzato da McArchimed del Clan Pitagorikon per tenere lontani i curiosi dal maniero di Petronius. A mezzanotte compare il fantasma di Petronius che consente ai paperi di trovare il suo tesoro nascosto. Caricatolo sul drago meccanico, i paperi prima respingono l'assalto del Ducka McRocker, quindi partono alla volta di un nuovo paese, la Spagna.
Episodio 5 (Paperin de la Scalogna e il re dell'arena): in Spagna Paperin de la Scalogna si contende con il cugino Fortunio Gastonete la mano di Paperincita in quel di Siviglia. Nel frattempo lo zio del povero papero, Don Paperon y Paperonios, è disperato perché i toreri alle sue dipendenze sono in sciopero e chiedono l'aumento. Decide allora di mandare Paperin come torero ad affrontare il toro più feroce di tutto lo stato. In realtà Paperonios sostituisce i cartelli del nome per mandare, al posto del diabolico toro, il ben più mansueto El Pelandro, toro con grandi doti drammatiche. Il giorno della corrida Paperin non sa che mentre il popolo lo acclama, il cugino Fortunio, intuendo lo stratagemma di Paperonios, ha rimesso a posto i cartelli e così Paperin è costretto ad affrontare il vero El Diablo. Segue un incredibile inseguimento che si conclude con l'atterraggio del torero nel palco reale che convince la regina ad abolire le corride. Paperonios viene a conoscenza del viaggio di Cristoforo Colombo e così, il 3 agosto del 1492, sulle caravelle in partenza dal porto di Palos e destinate ad approdare in un nuovo continente ci sono anche i paperi.
Episodio 6 (Paperino e il fuorilegge di Pensacola): il Filibustiere Mascherato, un ribelle che cerca di far sollevare le colonie spagnole contro la madrepatria. Sfuggito alla ricerca dell'ammiraglio barone Roquer de' Conquibus, avo di Rockerduck, il fuggiasco arriva a Pensacola, il suo paese natale, dove scopre di avere una taglia sulla testa. Paperino insieme ai nipotini vanno verso le everglades dove incontrano i Bellicosi Bucanieri che li catturano portandoli dal loro capo, Roquer, dove scoprono le monete coniate dal Filibustiere Mascherato e, confrontando l'effigie sulla moneta, si scopre che il ricercato e Paperino sono la stessa persona. Roquer manda un messaggio al viceré comunicandogli il suo ritorno con tanto di prigionieri ma, di fronte al viceré, i paperi sbugiardano Roquer dimostrando che il contrabbandiere che sta mettendo in difficoltà il commercio delle colonie altri non è se non il barone de' Conquibus. Il viceré condanna de' Conquibus e i Bucanieri ai lavori forzati e all'impiccagione la famiglia dei paperi che però riescono a fuggire e ricominciare in un altro stato.
Episodio 7 (Zio Paperone e i cannoni del Mississippi): durante la guerra civile americana, gli avi dei paperi cercano di portare avanti il commercio del cotone. Paperhone e, per salvarsi da un improvviso bombardamento finiscono arenati su un isolotto. Paperhone decide di abbandonare il battello per dirigersi verso l'ovest, mentre lungo il fiume i Bravacci della Baia e Pokerdyck, feroce avversario di Paperhone, stanno aspettando proprio il vecchio papero e il suo battello. I paperi, nel frattempo, si imbattono in una vecchia miniera abbandonata ricca di platino. Estratto un quintale di platino, vengono scoperti e catturati da un avo di Pippo, nonché discendente di Pippus Augustus, e un avo di Topolino, generale dell'esercito sudista che decide di lasciare liberi i paperi per poi dirigersi verso il nord.
Episodio 8 (Zio Paperone e l'oro del Klondike): durante la corsa all'oro nel Klondike, Paperon-Papà sposato con Oretta Paporetta gestisce un emporio, quando incontra Pykerdock. I due rivali finiscono in una scarpata e, in ospedale, nella stessa camera dove Pykerdock si innamora di una infermiera e dalla loro unione nascerà Rockerduck, mentre da Paperon-Papà e Oretta nascerà Paperon de Paperoni. Finisce qui la storia narrata magicamente dalle monete ma iniziano i guai per Paperino. Lo zio Paperone, infatti, sta per concludere la sua quarantena e deve quindi fronteggiare la sua ira per aver perso il cofano.

## Sequel
Da questa serie, tra il 1994 ed il 2003, deriva I paralipomeni della dinastia dei paperi di Figus ed Held: tre storie tra il 1994 e il 2003, dove si rievocano gli avi di Paperino.
Nel 2005, su Topolino n. 2569 del 16 febbraio, la serie ebbe un capitolo aggiuntivo (un 2bis, cronologicamente fra il secondo e il terzo), scritto da Alberto Savini e disegnato da Andrea Freccero, mentre nel 2017, viene realizzata La nuova storia e gloria della dinastia dei paperi a opera di Alessandro Sisti e Claudio Sciarrone pubblicata dal n. 3232 con il prologo della storia.
Petronius Paperonius e la calata dei barbari: nell'Antica Roma, al tempo dell'imperatore Pippus Augustus presso cui Pah-Peh-Rheo e nipoti si sono rifugiati: con il nome di Petronius Paperonius ha aperto una locanda dove continua ad arricchirsi. Fuori dalla città, dei barbari della Beozia chiedono aiuto ad Amelya per derubare Petronius il quale falsifica monete modificando le monete egizie in sesterzi romani che valgono il doppio e per questo sarà costretto a darle all'imperatore.

## Ristampe
L'articolo si basa sulla raccolta cartonata della Storia e gloria, il supplemento a Paperino Mese n. 85 del luglio 1987, con copertina di Marco Rota.
Altre edizioni, dopo quella originale su Topolino, sono state ristampate su:
- Oscar Mondadori, in due volumi (1977)
- Grandi Classici Disney n. 7 (1983)
- Supplemento a Paperino Mese n. 85 (1987)
- Disney Time n. 35 (2003)
- Tesori Disney n. 2 (2009)
- Le più belle storie Disney special (2016)
- Le grandi saghe n. 2, n. 7, n. 10 e n. 12 (2022)